# 川崎市立川中島中学校
川崎市立川中島中学校（かわさきしりつ かわなかじまちゅうがっこう）は、神奈川県川崎市川崎区藤崎にある公立中学校。

## 沿革
- 1947年（昭和22年）4月30日 - 創立。

## 教育目標
- 「知・徳・体・意」の調和のとれた人間性豊かな生徒を育成する
  - 正しい判断力をもち、自ら学ぶ意欲のある人
  - 豊かな心をもち、思いやりのある、明るい人
  - 健全な心をもち、進んで行動のできる人
  - 責任感をもち、忍耐強く物事をやり遂げる人

## 通学区域
- 藤崎1丁目(一部)、2丁目、3丁目、4丁目(一部)
- 川中島1丁目、2丁目
- 観音1丁目、2丁目
- 池上新町2丁目、3丁目
- 伊勢町(一部)
- 大師駅前1丁目、2丁目
- 水江町

## 著名な出身者
- 井端弘和（元プロ野球選手、野球解説者）
- 内竜也（元プロ野球選手）
- 加藤大（プロ野球選手）
- bay4k（ラッパー）[要出典]
- T-Pablow (ラッパー)
- 張本美和(卓球選手)